# Víctor Pecci
Víctor Pecci (* 15. Oktober 1955 in Asunción) ist ein ehemaliger paraguayischer Tennisspieler und heutiger Politiker.

## Leben
Pecci gewann 1973 das Juniorenturnier der French Open. Er wurde Mitte der 1970er Jahre Tennisprofi und konnte 1976 in Madrid seinen ersten Einzeltitel auf der ATP World Tour erringen. Im selben Jahr gewann er in São Paulo seinen ersten Doppeltitel. 1979 feierte er seinen größten Karriereerfolg im Einzel, als er auf dem Weg ins Finale der French Open den Finalisten des Vorjahres Guillermo Vilas, den Finalisten von 1976 Harald Solomon sowie im Halbfinale Jimmy Connors bezwang und sich am Ende Björn Borg bei dessen viertem French-Open-Sieg in vier Sätzen geschlagen geben musste. 1981 unterlag er im Halbfinale der French Open erneut gegen Borg, der das Turnier anschließend zum sechsten und letzten Mal gewann. Insgesamt gewann er im Laufe seiner Karriere zehn ATP-Einzel- sowie zwölf Doppeltitel. Seine höchste Notierung in der Tennis-Weltrangliste erreichte er 1980 mit Position neun im Einzel sowie 1983 mit Position 28 im Doppel.
Sein bestes Einzelresultat bei einem Grand-Slam-Turnier war die Finalteilnahme bei den French Open 1979. In der Doppelkonkurrenz erreichte er jeweils das Viertelfinale der French Open und der US Open, in Wimbledon stieß er bis ins Achtelfinale vor.
Pecci spielte zwischen 1982 und 1990 27 Einzel- und 18 Doppelpartien für die paraguayische Davis-Cup-Mannschaft. Zusammen mit Francisco González gelang durch Gruppensiege gegen Peru, Uruguay und Ecuador der Sieg in der Südamerika-Gruppe. Im anschließenden Entscheidungsspiel gegen den Sieger der Nordamerika-Gruppe Kanada qualifizierten sie sich für die Weltgruppe, wo sie in den nächsten drei Jahren jeweils ins Viertelfinale vordrangen. Zu seinen größten Erfolgen mit der Mannschaft gehörten Einzelsiege über Andrés Gómez, Yannick Noah und Henri Leconte, sowie ein Sieg über das schwedische Doppel aus Stefan Edberg und Anders Järryd.
Nach dem Ende seiner Profikarriere war Pecci als Teamchef der paraguayischen Davis-Cup-Mannschaft tätig.
Er ist heute Sportminister Paraguays.

## Erfolge
| Legende                       |
| Grand Slam                    |
| Tennis Masters Cup            |
| ATP Masters Series (2)        |
| ATP International Series Gold |
| ATP International Series (20) |

### Einzel

#### Turniersiege

##### ATP Tour
| Nr. | Datum             | Turnier           | Belag     | Finalgegner         | Ergebnis                |
| --- | ----------------- | ----------------- | --------- | ------------------- | ----------------------- |
| 1.  | 25. April 1976    | Madrid            | Sand      | Eric Deblicker      | 7:5, 7:6, 3:6, 2:6, 6:4 |
| 2.  | 20. Juni 1976     | Berlin            | Hartplatz | Hans-Jürgen Pohmann | 6:1, 6:2, 5:7, 6:3      |
| 3.  | 19. November 1978 | Bogotá (1)        | Sand      | Rolf Gehring        | 6:4, 2:6, 6:3, 6:3      |
| 4.  | 8. April 1979     | Nizza             | Sand      | John Alexander      | 6:3, 6:2, 7:5           |
| 5.  | 11. November 1979 | Quito             | Sand      | José Higueras       | 2:6, 6:4, 6:2           |
| 6.  | 18. November 1979 | Bogotá (2)        | Sand      | Jairo Velasco Sr.   | 6:3, 6:4                |
| 7.  | 30. November 1980 | Santiago de Chile | Sand      | Christophe Freyss   | 4:6, 6:4, 6:3           |
| 8.  | 1. Februar 1981   | Viña del Mar (1)  | Sand      | José Higueras       | 6:4, 6:0                |
| 9.  | 26. April 1981    | Bournemouth       | Sand      | Balázs Taróczy      | 6:3, 6:4                |
| 10. | 20. Februar 1983  | Viña del Mar (1)  | Sand      | Jaime Fillol        | 2:6, 7:5, 6:4           |

##### Challenger Tour
| Nr. | Datum             | Turnier        | Belag | Finalgegner        | Ergebnis      |
| --- | ----------------- | -------------- | ----- | ------------------ | ------------- |
| 1.  | 22. August 1982   | São Paulo      | Sand  | José Higueras      | 6:3, 4:6, 6:3 |
| 2.  | 9. September 1984 | Messina        | Sand  | Eduardo Bengoechea | 6:0, 6:3      |
| 3.  | 8. Dezember 1985  | Rio de Janeiro | Sand  | César Kist         | 6:2, 6:7, 6:3 |

#### Finalteilnahmen
| Nr. | Datum             | Turnier           | Belag     | Finalgegner       | Ergebnis             |
| --- | ----------------- | ----------------- | --------- | ----------------- | -------------------- |
| 1.  | 1. Mai 1977       | München           | Sand      | Željko Franulović | 1:6, 1:6, 7:6, 5:7   |
| 2.  | 26. November 1978 | Buenos Aires      | Sand      | José Luis Clerc   | 4:6, 4:6             |
| 3.  | 3. Dezember 1978  | Santiago de Chile | Sand      | José Luis Clerc   | 6:3, 3:6, 1:6        |
| 4.  | 10. Juni 1979     | French Open       | Sand      | Björn Borg        | 3:6, 1:6, 7:6, 4:6   |
| 5.  | 17. Juni 1979     | Queen’s Club      | Rasen     | John McEnroe      | 7:6, 1:6, 1:6        |
| 6.  | 22. Juli 1979     | Washington        | Sand      | Guillermo Vilas   | 6:7, 6:7             |
| 7.  | 3. Dezember 1979  | Johannesburg      | Hartplatz | Andrew Pattison   | 6:2, 3:6, 2:6, 3:6   |
| 8.  | 9. November 1980  | Quito             | Sand      | José Luis Clerc   | 4:6, 6:1, 8:10       |
| 9.  | 8. Februar 1981   | Mar del Plata     | Sand      | Guillermo Vilas   | 6:2, 3:6, 1:2 aufgg. |
| 10. | 24. Mai 1981      | Rom               | Sand      | José Luis Clerc   | 3:6, 4:6, 0:6        |
| 11. | 29. Juli 1984     | Kitzbühel         | Sand      | José Higueras     | 5:7, 6:3, 1:6        |
| 12. | 14. April 1985    | Nizza             | Sand      | Henri Leconte     | 4:6, 4:6             |

### Doppel

#### Turniersiege

##### ATP Tour
| Nr. | Datum             | Turnier           | Belag     | Partner            | Finalgegner                      | Ergebnis      |
| --- | ----------------- | ----------------- | --------- | ------------------ | -------------------------------- | ------------- |
| 1.  | 21. November 1976 | São Paulo         | Teppich   | Lito Álvarez       | Ricardo Cano Belus Prajoux       | 6:4, 3:6, 6:3 |
| 2.  | 2. April 1978     | Mailand           | Teppich   | José Higueras      | Wojciech Fibak Raúl Ramírez      | 5:7, 7:6, 7:6 |
| 3.  | 28. Mai 1978      | Rom Masters       | Sand      | Belus Prajoux      | Jan Kodeš Tomáš Šmíd             | 6:7, 7:6, 6:1 |
| 4.  | 30. Juli 1978     | Louisville        | Sand      | Wojciech Fibak     | Victor Amaya John James          | 6:4, 6:7, 6:4 |
| 5.  | 27. August 1978   | Boston            | Sand      | Balázs Taróczy     | Heinz Günthardt Van Winitsky     | 6:3, 3:6, 6:1 |
| 6.  | 29. Oktober 1978  | Wien              | Hartplatz | Balázs Taróczy     | Bob Hewitt Frew McMillan         | 6:3, 6:7, 6:4 |
| 7.  | 3. Dezember 1978  | Santiago de Chile | Sand      | Hans Gildemeister  | Álvaro Fillol Jaime Fillol       | 6:4, 6:3      |
| 8.  | 26. April 1981    | Bournemouth       | Sand      | Ricardo Cano       | Buster Mottram Tomáš Šmíd        | 6:4, 3:6, 6:3 |
| 9.  | 15. Mai 1983      | Florenz           | Sand      | Francisco González | Dominique Bedel Bernard Fritz    | 4:6, 6:4, 7:6 |
| 10. | 22. Mai 1983      | Rom Masters       | Sand      | Francisco González | Jan Gunnarsson Mike Leach        | 6:2, 6:7, 6:4 |
| 11. | 12. Juni 1983     | Venedig           | Sand      | Francisco González | Steve Krulevitz Zoltán Kuhárszky | 6:1, 6:2      |
| 12. | 21. Juli 1985     | Washington        | Sand      | Hans Gildemeister  | David Graham Balázs Taróczy      | 6:3, 1:6, 6:4 |

##### Challenger Tour
| Nr. | Datum           | Turnier      | Belag | Partner            | Finalgegner                   | Ergebnis      |
| --- | --------------- | ------------ | ----- | ------------------ | ----------------------------- | ------------- |
| 1.  | 31. März 1985   | Tunis        | Sand  | Hans Gildemeister  | David Mustard Jonathan Smith  | 2:6, 6:4, 6:3 |
| 2.  | 25. Januar 1987 | Viña del Mar | Sand  | Francisco González | José López Maeso Alberto Tous | 3:6, 6:3, 6:1 |

#### Finalteilnahmen
| Nr. | Datum              | Turnier      | Belag | Partner           | Finalgegner                                  | Ergebnis |
| --- | ------------------ | ------------ | ----- | ----------------- | -------------------------------------------- | -------- |
| 1.  | 8. August 1976     | North Conway | Sand  | Ricardo Cano      | Brian Gottfried Raúl Ramírez (Tennisspieler) | 3:6, 0:6 |
| 2.  | 21. Mai 1978       | Hamburg      | Sand  | Antonio Muñoz     | Wojciech Fibak Tom Okker                     | 2:6, 4:6 |
| 3.  | 21. Mai 1978       | Bogotá       | Sand  | Hans Gildemeister | Jaime Fillol Álvaro Fillol                   | 4:6, 3:6 |
| 4.  | 15. April 1979     | Monte Carlo  | Sand  | Balázs Taróczy    | Ilie Năstase Raúl Ramírez                    | 3:6, 4:6 |
| 5.  | 14. September 1980 | Palermo      | Sand  | Balázs Taróczy    | Gianni Ocleppo Ricardo Ycaza                 | 2:6, 2:6 |
| 6.  | 7. Oktober 1984    | Barcelona    | Sand  | Martín Jaite      | Pavel Složil Tomáš Šmíd                      | 2:6, 0:6 |